# Aéroport de Timmins/Victor M. Power
L'aéroport de Timmins/Victor M. Power, (code IATA : YTS • code OACI : CYTS), est situé près de la ville de Timmins, Ontario, Canada,,.
L'aéroport est nommé en l'honneur de l'ancien maire de la ville, Victor M. Power (en).

## Compagnies aériennes et destinations
L'aéroport dessert de l'ordre de 150 000 passagers par an, et sert aussi de plate-forme de correspondance pour des vols au centre et au nord de l'Ontario.
| Compagnies         | Destinations                                                       |
| ------------------ | ------------------------------------------------------------------ |
| Air Canada Express | Toronto (Pearson)                                                  |
| Air Creebec        | Attawapiskat, Fort Albany, Nation Kashechewan, Moosonee, Peawanuck |
| Porter Airlines    | Toronto (Billy Bishop)                                             |
| Thunder Airlines   | Attawapiskat, Fort Albany, Nation Kashechewan, Moosonee, Peawanuck |

Édité le 12/04/2025